# Sindrome da dumping
La sindrome da dumping (= sindrome da svuotamento) è un insieme di disturbi che, occasionalmente, possono manifestarsi dopo intervento chirurgico per ulcera duodenale o trattamento dell'obesità (es. bypass gastrico).
Vanno distinte una sindrome da dumping precoce ed una tardiva.

## Sindrome da dumping precoce
Sindrome post–gastrectomia da rapido svuotamento gastrico; compare 10 – 20 minuti dopo il pasto a causa di una rapida inondazione del digiuno con distensione dell'ansa, sviluppo di fenomeni neuroriflessi e ipovolemia per afflusso di liquidi ad alta osmolarità nel digiuno.

### Sintomi
- Sintomi locali: nausea, tensione epigastrica, dolori crampiformi, vomito e talvolta diarrea.
- Sintomi generali: astenia, sensazione di calore, ipersudorazione, cardiopalmo, cefalea, vertigine, lipotimia per ipotensione.

### Prevenzione
- Fare pasti piccoli e frequenti
- Alimenti prevalentemente solidi con pochi carboidrati
- Bevande a bassa osmolarità
- Pasti a temperatura corporea
- Bere lontano dai pasti
- Mantenere una posizione supina dopo i pasti per circa 15 minuti allo scopo di far giungere meno velocemente i cibi all'intestino tenue

## Sindrome da dumping tardiva
Ipoglicemia dei gastroresecati; compare 2 – 3 ore dopo i pasti con sintomi tipici dell'ipoglicemia, causata da una riduzione della glicemia provocata dall'aumento dell'insulina in conseguenza del rapido passaggio nell'intestino di cibi ricchi di zucchero (l'intervento di gastrectomia infatti prevede l'asportazione del piloro). Da segnalare, tra le cause, la rapida inondazione del digiuno con distensione dell'ansa il che porta a fenomeni neuroriflessi ed ipovolemia per afflusso di liquidi ad alta osmolarità nel digiuno.

### Sintomi
Disturbi precoci (circa mezz'ora dopo il pasto) sono:
- Palpitazioni
- Sudorazione fredda e giramento di testa, conseguenti al passaggio nell'intestino tenue del cibo contenuto nello stomaco.
- Astenia
- Disturbi tardivi (fino a 3 ore dopo il pasto) simili ai precoci, ma talvolta associati a confusione e sincope.

### Prevenzione
- Assumere pasti piccoli e ricchi di lipidi a lento assorbimento
- Assumere alimenti poveri di zuccheri semplici
- Assumere fibra alimentare che rallenta l'assorbimento intestinale
- Bere lontano dai pasti
- Mantenere una posizione supina dopo i pasti per circa 15 minuti